# Rocketeer
Rocketeer é um super-herói das histórias em quadrinhos, criado pelo roteirista e desenhista Dave Stevens. A primeira aparição do personagem foi em 1982, embora seja uma homenagem aos heróis das décadas de 1930, 1940 e 1950.
A namorada do herói, Betty, é inspirada em Bettie Page.

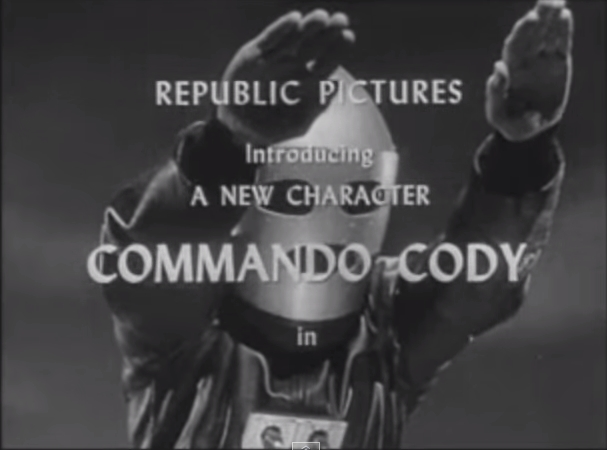
Commando Cody, dos seriados com os heróis voadores que inspiraram o herói.

Rocketeer é a identidade secreta de Cliff Secord, um piloto acrobático que descobre um misterioso propulsor a jato que lhe permite voar. Suas aventuras são definidos em Los Angeles e Nova York em 1938, e Stevens deu-lhe uma roupagem retrofuturista, uma sensação nostálgica influenciada pelos seriados  estrelados pelo Commando Cody da Republic Pictures, e a pin-up Bettie Page.
Em julho de 2010, a IDW Publishing anunciou na San Diego Comic-Con a publicação de uma mini-série em quatro edições.

## Adaptações
Cinema
Em 1991, foi lançado um filme baseado nos quadrinhos, dirigido por Joe Johnston, com Billy Campbell no papel principal.
Televisão
Uma série de animação para o Disney Junior foi exibida entre 2019 e 2020. A série se concentra em uma jovem chamada Kit Secord, que recebe um propulsor a jato de presente de aniversário.